# Antonio Maria Marini
Antonio Maria Marini (Venezia, 9 febbraio 1668 – Venezia, 15 dicembre 1725) è stato un pittore italiano.

## Biografia

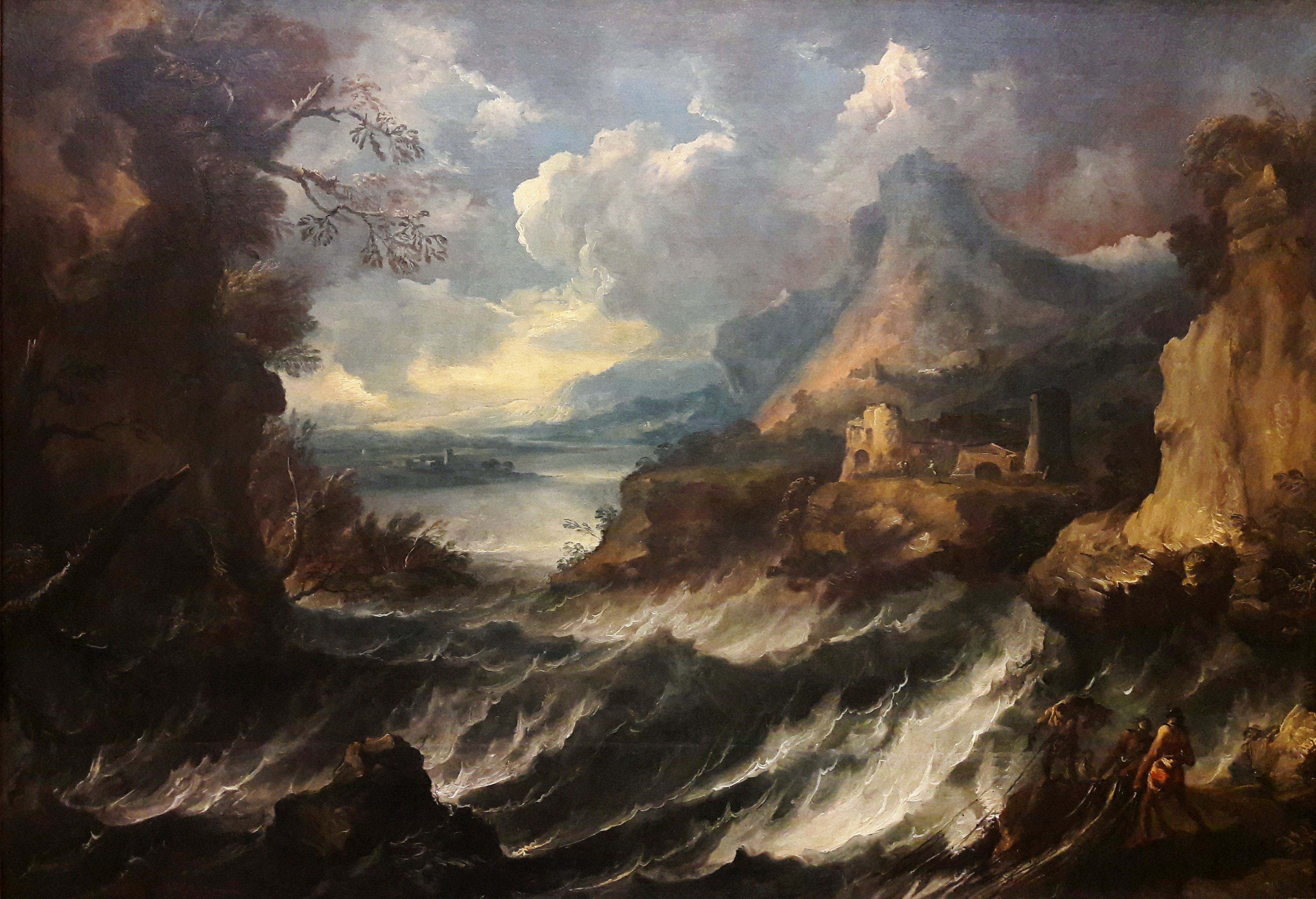
Paesaggio con mare in tempesta

Nacque a Venezia da padre padovano nel 1668, ma trascorse gli anni della giovinezza a Padova, dove si formò come pittore.
Intorno al 1693 si trovava sicuramente a Bologna, come testimoniato dal reverendo Domenico Mauro Doria Montini. Nel febbraio 1694, si sposò a Bologna con Caterina Pirondi e in quel periodo esercitò la sua arte nella stessa città e nel circondario.
In questi anni probabilmente conobbe Antonio Francesco Peruzzini o perlomeno ebbe modo di vedere alcuni suoi dipinti. Le opere del Marini, infatti, risentono fortemente della pittura di Salvator Rosa, le cui suggestioni può aver assimilato attraverso l'opera del Peruzzini.
Eseguì alcune opere per il conte Zambeccari, oggi alla Pinacoteca nazionale di Bologna, tra cui due Marine in tempesta e altri paesaggi: tutti questi dipinti denotano una sensibilità pre-romantica, caratteristica del Rosa.
Trasferitosi a Padova intorno al 1700, entrò in contatto con Sebastiano Ricci, che stava lavorando nella Basilica di Santa Giustina.
Nel 1702 l'artista si spostò a Venezia, dove nel 1707 si sposò in seconde nozze con Elisabetta Costadoni. 
Risalgono a questo periodo d'inizio Settecento i venti dipinti acquistati da Lord Edward Irwin, che ancor oggi si trovano presso la Temple Newsam House, edificio annesso alla City Art Gallery di Leeds.
Specializzato nella pittura di paesaggi resi in modo "spettacolare", Antonio Marini apparteneva alla scuola veneta. Dipinse anche battaglie (Quadreria Emo Capodilista - Padova).
Utilizzò una tecnica a larghe pennellate, come è possibile notare nel dipinto "Montagne con arco naturale e cavalieri" (1710-1720?), un paesaggio arcadico e fantasioso, conservato presso l'Accademia Carrara a Bergamo. Questo modo di dipingere è comune anche ad altri pittori dell'area padana, anche assai diversi, come Alessandro Magnasco e Marco Ricci. Infatti gran parte della sua produzione fu attribuita erroneamente al Ricci e spesso anche al Magnasco, al Rosa e al Guardi.
Nelle sue opere la profondità è resa dalla sovrapposizione di piani a diverse distanze, le figure sono appena delineate con rapide pennellate, denotando una libertà di scrittura impensabile per quei tempi.
Fu merito suo se oggi si può ammirare il vero ritratto di Dante a 32 o 33 anni, dipinto da Giotto intorno al 1298.

## Opere
- Montagne con arco naturale e cavalieri, 1710-1720, Accademia Carrara, Bergamo[3]
- Paesaggio con cascata ed armigeri, 113,7 x 86,5 cm, olio su tela, Raccolta Ambroveneto-Banca Intesa[5]
- Marina in tempesta, due dipinti, Pinacoteca Nazionale di Bologna[1]
- Paesaggio con soldati in riposo, 52,5 x 72 cm, olio su tela, collezione privata[1]